# 이덕진 (승려)
이덕진(李德珍, 일본식 이름: 大山善道, 1896년 ~ ?)은 일제강점기의 승려이다. 법명은 벽암(碧庵)이다.

## 생애
경상북도 김천의 청암사 재적 승려였다. 출가 시기는 알 수 없으나, 1920년대에는 유학생으로 일본 도쿄에서 머물고 있었다.
처음 기록에 모습을 드러낸 것은 1922년에 재일본조선불교청년회가 창립될 때 평의원으로 참가했을 때이다. 이후 이 단체의 이재부 간사, 서무부 간사를 역임했고, 조선인 유학승들의 기관지인 《금강저》 발행에도 관여했다.
1928년에 주오 대학 법과를 졸업한 후 약 7년간의 행적은 알 수 없다. 1935년 청암사 주지로 조선총독부의 인가를 받으면서 다시 모습을 드러냈다. 3년간의 첫 임기를 마치고 1938년에는 재임 인가를 받았다.
이덕진이 청암사 주지로 있던 1937년에 중일 전쟁이 발발했다. 이때 경북 지역의 유력 인물들이 모여서 도민들의 성금으로 일본군에 '경북호'라는 비행기를 헌납하기로 결의했다. 이에 경북 5본산 본·말사의 주요 승려들도 회의를 열고, 경북호 모금 운동에 협조하여 1,500원을 부담하기로 결정했다. 이덕진도 이 회의에 참석하였으며, 본산 주지가 아니었음에도 비행기 헌납 운동에 적극 참여하는 열성을 보였다.
1940년에는 창씨개명 정책에 따라 성과 이름을 일본식으로 바꾼 뒤, 조선불교중앙교무원 감사로 선출되어 중앙 불교계에도 진출했다. 이덕진은 태평양 전쟁 기간 중인 1943년과 1944년에 여섯 편의 글을 《불교》에 창씨명으로 발표했는데, 모두 친일 시사문으로 분류된다. 태평양 전쟁을 "대동아 건설"로 미화하면서, 징병제 실시와 강제 징용 정책을 선전하거나 전시 경제 체제에 협조하라는 내용이다.
2008년에 발표된 민족문제연구소의 친일인명사전 수록예정자 명단 중 종교 부문에 포함되었다.

## 같이 보기
- 청암사

## 참고자료
- 임혜봉 (2005년 3월 1일). 〈이덕진 : 징병과 근로보국 선전에 앞장선 청암사 주지〉. 《친일 승려 108인》. 서울: 청년사. 292~297쪽쪽. ISBN 9788972783848.